# Dabronc
Dabronc est un village et une commune du comitat de Veszprém en Hongrie.